# Trichogaster
Trichogaster je rod riba grgečki iz porodice guramija. Rod sačinjavaju pet vrsta tropskih riba porijeklom iz toplih i plitkih voda s juga Azije. Odlika riba ovoga roda su dva izdužena, tri do četiri centimetra duga pipka koji se nalaze odmah uz prsne peraje, a koji uglavnom služe kao osljetilo opipa. Tijelo im je ovalnog, tanjurastog oblika s leđnim i analnim perajama jednake dužine.
Četiri vrste, zajedno s nekoliko hibrida dobivenim križanjem, vrlo su popularne akvarijske ribe.
Mlađi sinonim je Colisa Cuvier in Cuvier & Valenciennes, 1831.

## Vrste
- Trichogaster chuna (F. Hamilton, 1822.)
- Trichogaster fasciata Bloch & J. G. Schneider, 1801.
- Trichogaster labiosa F. Day, 1877.
- Trichogaster lalius (F. Hamilton, 1822.)
- Trichogaster microlepis (Günther, 1861)[1]